# Carpinus caroliniana
Carpinus caroliniana là một loài thực vật có hoa trong họ Betulaceae. Loài này được Walter mô tả khoa học đầu tiên năm 1788.

## Hình ảnh

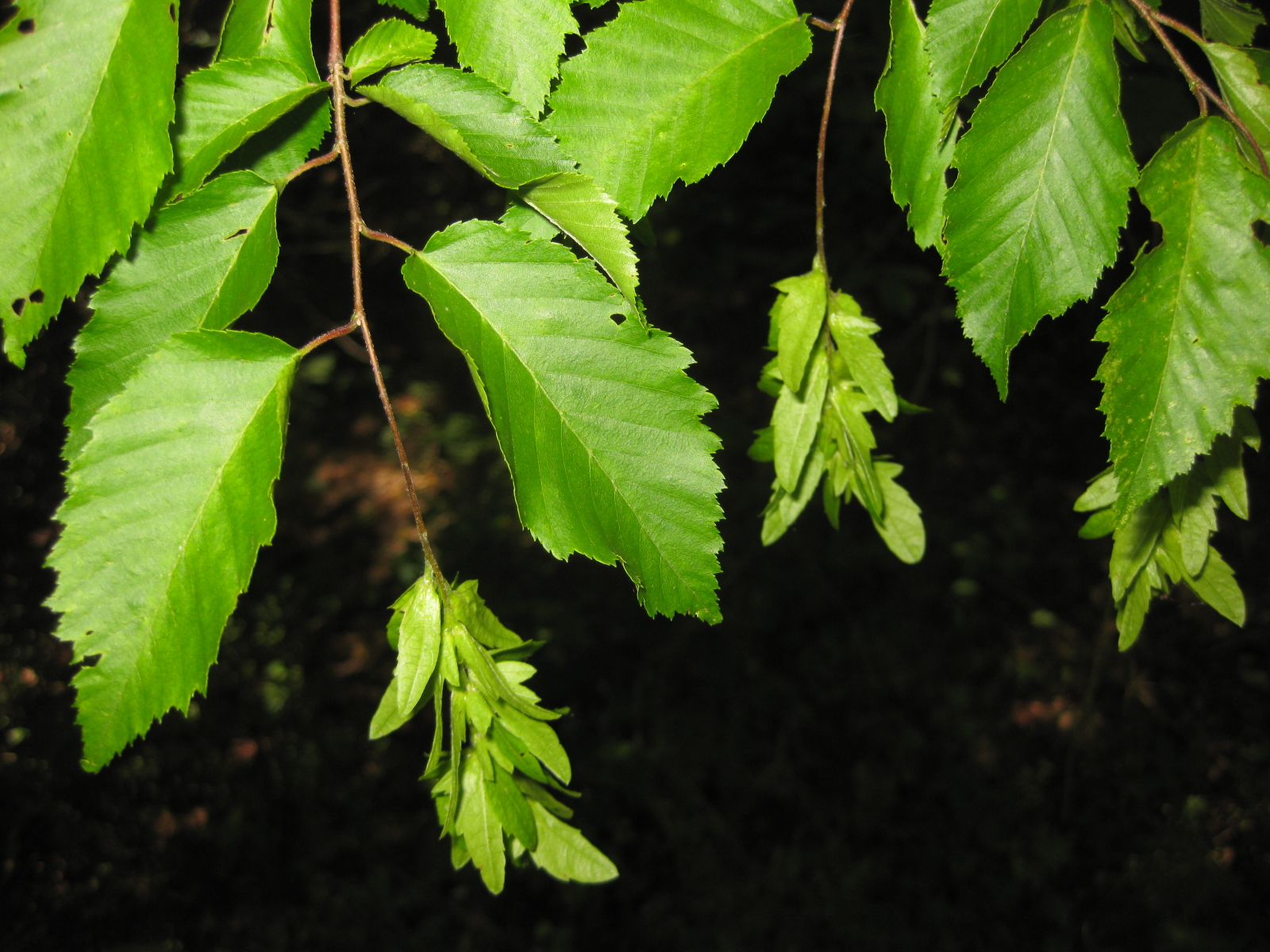
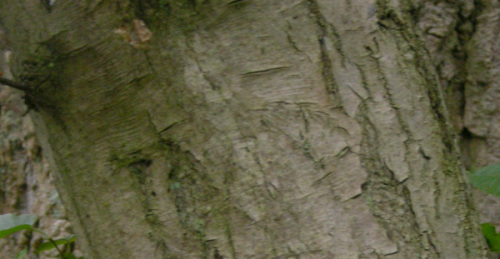
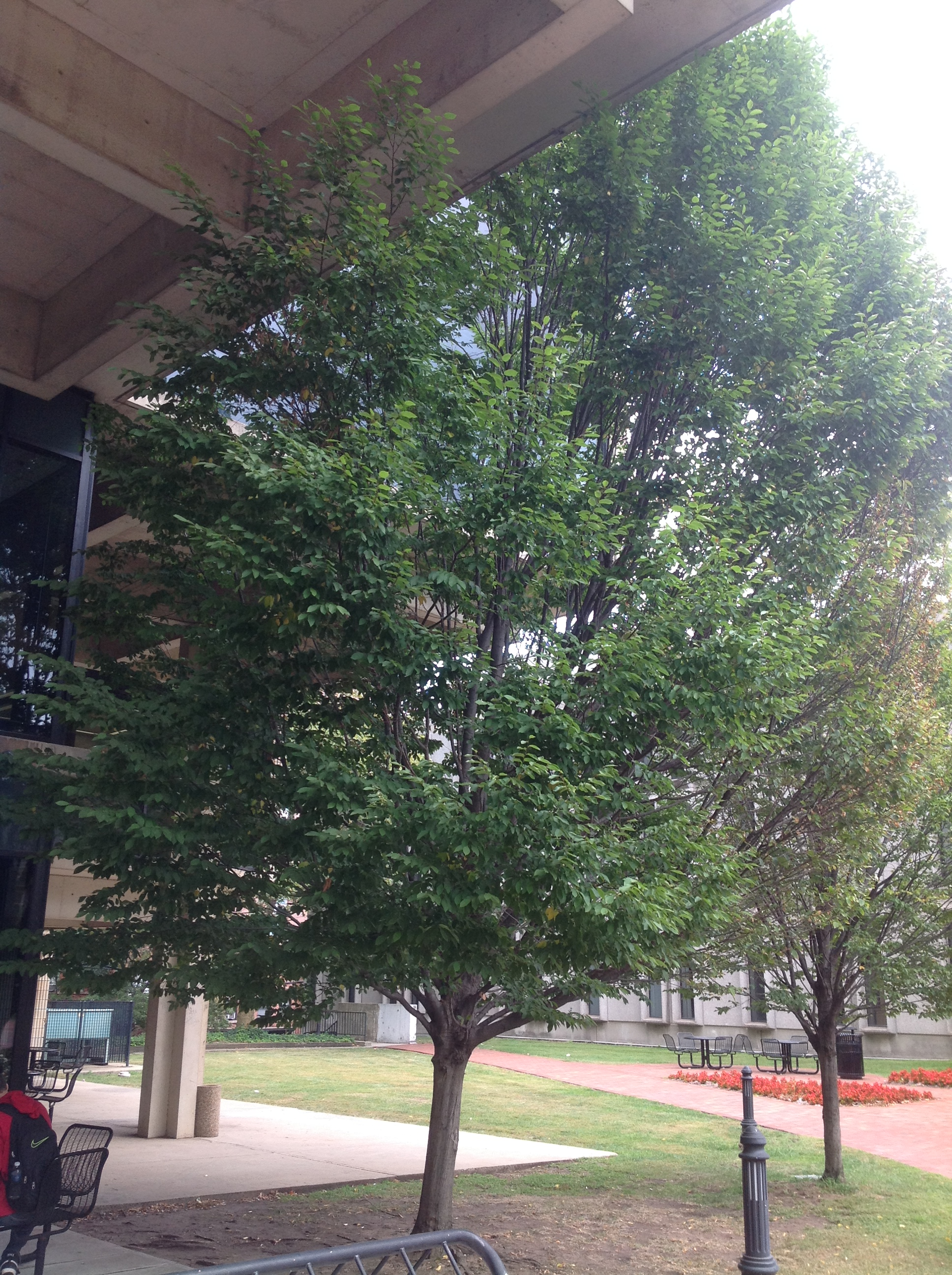
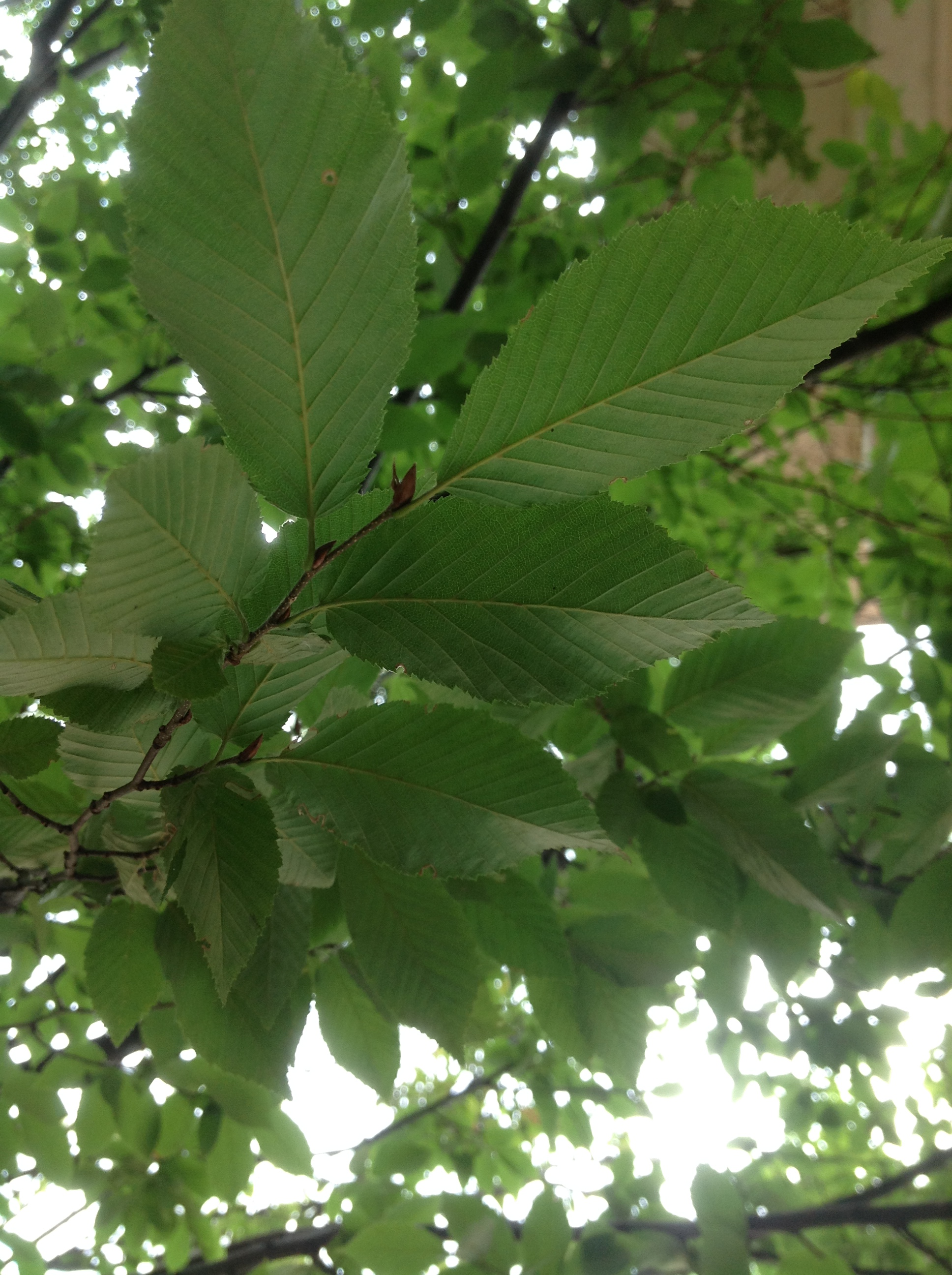